# Imouzzer Marmoucha
Imouzzer Marmoucha (pronúncia: imuzê marmuxá; em árabe: إموزار مرموشة) é um município do de Marrocos, situado no Médio Atlas, que faz parte da província de Boulemane e da região de Fez-Boulemane. Em 2004 tinha 4 001 habitantes e estimava-se que em 2012 tivesse 5 687 habitantes.

## Etimologia
Imouzzar significa "cascata" e Marmoucha deriva de imermouchen, o plural de amermouch, que é composto por am e armoucht, uma forma d verbo irmech (esmagar). Imermouchen significa então "esmagadores", o que no topónimo tem o sentido de "ditador". Segundo outra versão, para alguns mais fiável historicamente, Marmoucha deriva de "mar" (مر, passagem) e "mouchat" (مشاة, infantaria), designando o topónimo o lugar de passagem de tropas para a região Oriental.[carece de fontes?]

## Geografia

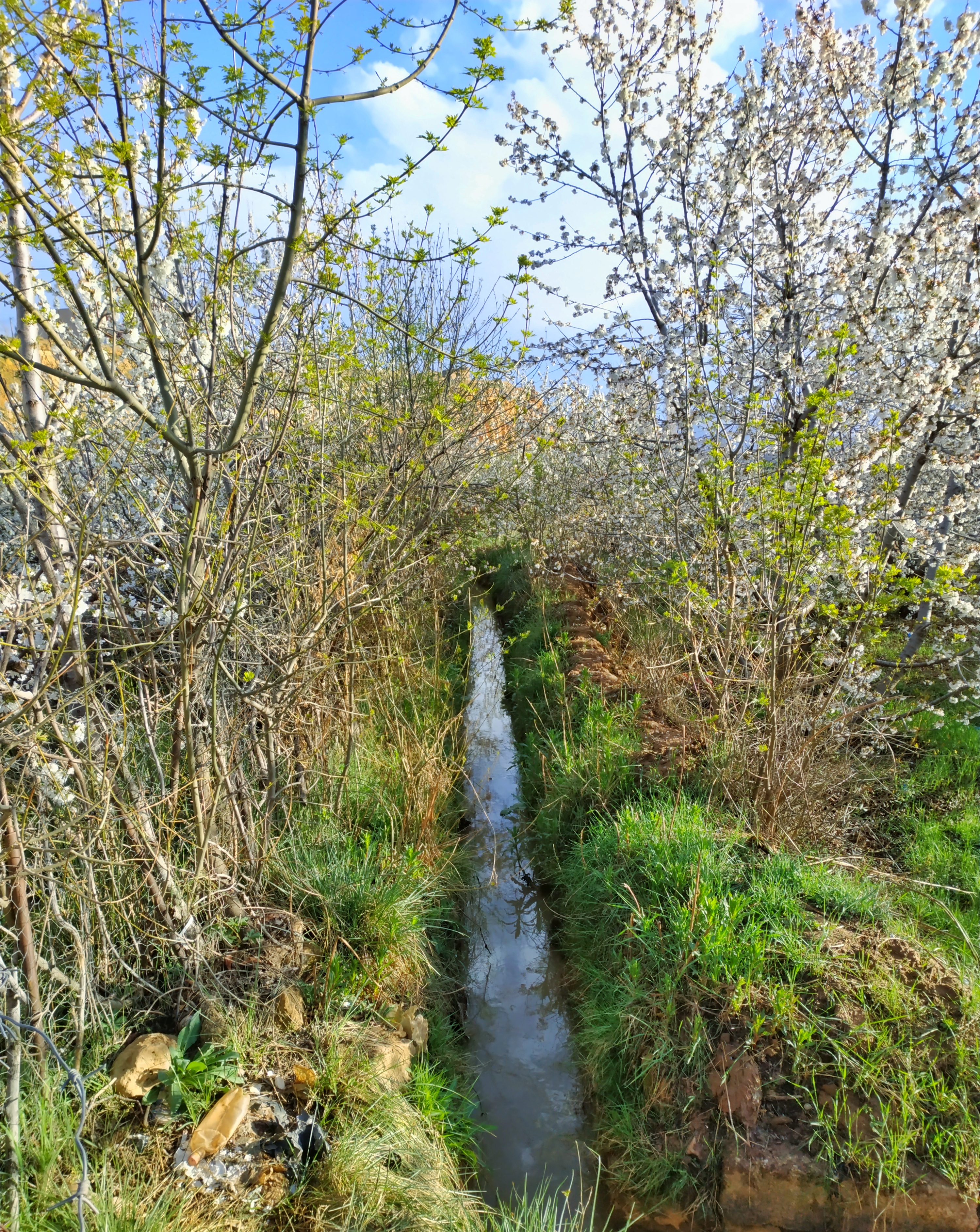
Abril em Imouzzer Marmoucha

Situado a cerca de 1 700 m de altitude, na extremidade do Médio Atlas, no lado de Taza, o município é habitado maioritariamente por berberes das tribos Marmouchas Ait Bazza, Ait Messaâd, Ait Al Mane, Ait Youb, Ait Lahcen, Ait Benaissa e Ait Smah.[carece de fontes?]
A poucos quilómetros de Immouzer Marmoucha ergue-se o Bou Iblane, a segunda montanha mais alta do Médio Atlas, uma autêntica muralha natural, que frequentemente permanece coberta de neve durante todo o ano.
A paisagem é montanhosa, de tipo pré-alpino, característica do Médio Atlas, com florestas de carvalhos e de cedros, nomeadamente o cedral de Talzemt, a mais importante. Há também alguns espécies arbóreas endémicas. As características naturais, hidrológicas e paisagísticas, além de alguns vestígios arqueológicos são os principais atrativos turísticos da região, que é procurada principalmente pelos amantes das montanhas e caminhadas.[carece de fontes?]
O clima é muito frio durante o inverno (0 °C em janeiro), aumentando a temeperatura a partir de maio, chegando a registar-se 35 °C em julho, o mês mais quente, apesar da temperatura média máxima nesse mês ser 30,8 °C.[carece de fontes?]

## Paleontologia
A região de Almis-Marmoucha é conhecida nos meios paleontológicos pelos vestígios de iguanodon, um dinossauro do Cretáceo Inferior. Entre esses vestígios encontra-se um conjunto de pegadas que se estendem por uma área de cinco hectares, situado num vale, chamado popularmente "dos dinossauros", a 12 km da aldeia de Sarghina.